# Храм Святого Николая Чудотворца (Октябрьский Городок)
Церковь Николая Чудотворца — приходской православный храм в селе Октябрьский Городок Татищевского района Саратовской области. Входит в состав Татищевского благочиния Саратовской епархии Русской православной церкви. Первый храм был построен в 1836 году, разрушен коммунистами в 1937 году. Новый храм возведён в 2018—2020 годах.

## История строительства храма
В 1829 году, на основании распоряжения императора Николая I, было основано село Николаевский Городок (ныне село Октябрьский Городок). В этот населённый пункт были переселены питомцы Московского Мариинского приюта, которых опекала царица Мария Федоровна. Каменная Николаевская церковь Мариинской колонии была возведена на средства императорского Московского воспитательного дома в 1836 году. Престол в ней был сформирован один — во имя святителя Николая Мирликийского Чудотворца. Штат храма состоял из двух священников, диакона и двух псаломщиков. Дома для причта были церковные.

Село Николаевский Городок. Картина местного художника Васильева. Вторая половина XIX века

К церкви были приписаны соседние деревни: Кувыка, Новый Сокур, Александровка, Константиновка, Ханеневка, Михайловка, Елшанка, Тёпловка, Владимировка, Ольгинский посёлок, Рязанский хутор.
Примерно в 1937 году храм Николая Чудотворца в Октябрьском городке был уничтожен. Строительный материал свезли в одно место, где сейчас находится заправка сельскохозяйственной техники бывшего колхоза «Октябрьский». А затем и вовсе вывезли, по некоторым данным в Татищево. У центрального входа (въезда) на территорию Сельскохозяйственного техникума слева располагалась часовня, под которой размещался погост, где нашли свое последнее пристанище некоторые жители Николаевского городка, церковнослужители. Из-под здания храма к зданию техникума имелся переход.

## Современное состояние
В 2005 году жители села обратились в Саратовскую епархию с прошением об открытии в селе православного прихода. В 2006 году администрацией села было передано здание бывшей церковно-приходской школы для временного размещения в нём Свято-Никольского храма. Здание до настоящего времени существует. После небольшого ремонта здесь начались богослужения, приход стал активно работать.

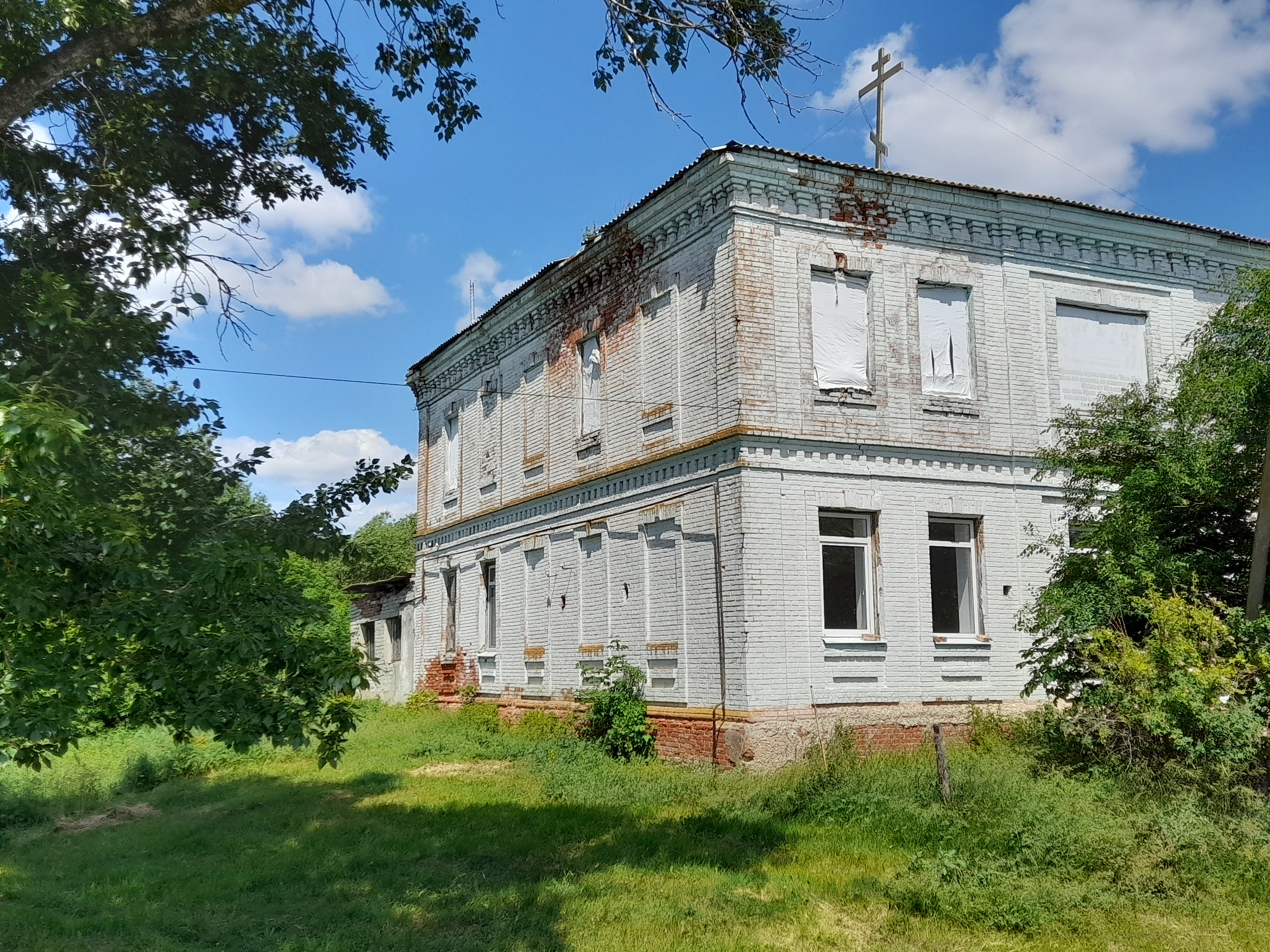
Временное здание Храма с 2006 по 2020 годы

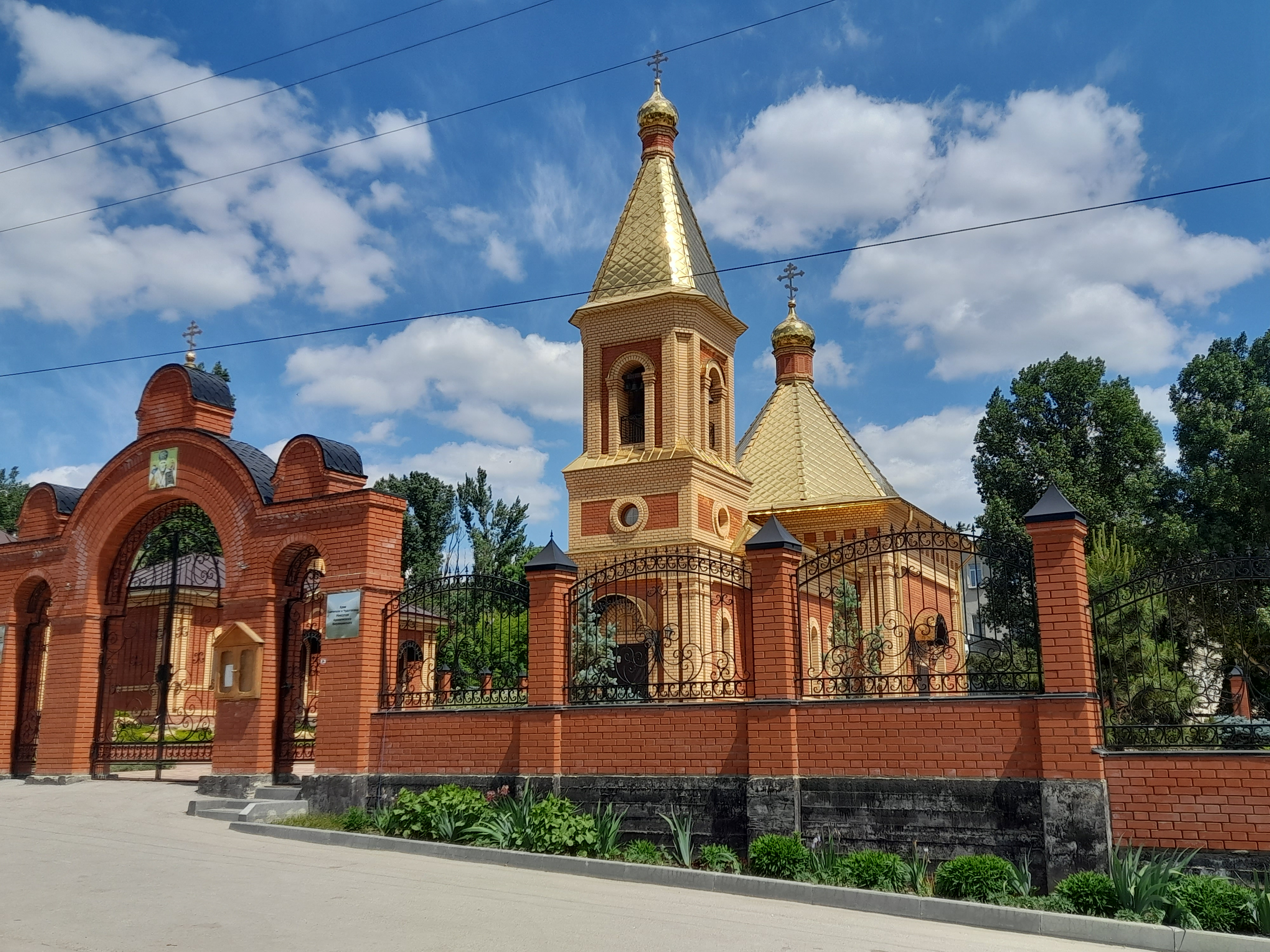
Никольский храм. Современное строение

В 2018 году началось возведение нового здания церкви. 1 июня 2018 года был совершён молебен на начало строительства. 30 апреля 2019 года Митрополит Саратовский и Вольский Лонгин провёл молебен освящения колокола для колокольни строящегося храма Святителя и Чудотворца Николая в селе Октябрьский Городок.
9 августа 2020 года митрополит Саратовский и Вольский Лонгин в сослужении духовенства епархии совершил Великое освящение новопостроенного храма и первую Божественную Литургию в нём.
В настоящее время в храме осуществляет деятельность библиотека. Приход взаимодействует с общеобразовательной школой села Октябрьский Городок, а также с Сельскохозяйственным техникумом имени К. А. Тимирязева, с сельским детским садом.

## Святыни
- икона с частицей мощей Святителя и исповедника Луки (Войно-Ясенецкого)[6].